# Solenopsis franki
Solenopsis franki es una especie de hormiga del género Solenopsis, subfamilia Myrmicinae.

## Distribución
Esta especie se encuentra en Brasil y Colombia.